# Bunchosia haitiensis
Bunchosia haitiensis är en tvåhjärtbladig växtart som beskrevs av Ignatz Urban och Nied.. Bunchosia haitiensis ingår i släktet Bunchosia och familjen Malpighiaceae. Inga underarter finns listade i Catalogue of Life.